# Voldum-Rud Kommune
Voldum-Rud Kommune var en dansk sognekommune i Randers Amt fra 1842 til 1970. Kommunen bestod af Voldum og Rud Sogne. Den blev ved kommunalreformen i 1970 indlemmet i Hadsten Kommune. Efter strukturreformen i 2007 ligger den tidligere Voldum-Rud Kommune i Favrskov Kommune.